# バンダースナッチ
バンダースナッチ（英：Bandersnatch）とは、ルイス・キャロルの詩『ジャバウォックの詩』と『スナーク狩り』で言及される架空の生物である。
キャロルの詩の中では、バンダースナッチの姿形や大きさについては説明されていない。また、バンダースナッチというのがフェニックスのような一体の生物のみに与えられている名前なのか、それとも一群の種に与えられた名前なのかも記述されていない。

## キャロルの作品におけるバンダースナッチ
『ジャバウォックの詩』の中でバンダースナッチに関する唯一の記述は、主人公に与えられた「燻（いぶ）り狂えるバンダースナッチに近寄るべからず (shun the frumious Bandersnatch.)」という一言のみである。バンダースナッチは『ジャバウォックの詩』の中では実際には姿を見せない。この為に、バンダースナッチの正確な大きさや性質は不明確なままである。
しかしながら、『ジャバウォックの詩』が収録されている『鏡の国のアリス』の他の部分では、バンダースナッチが非常に素早い生物であり、複数の生物を指す名詞であることが（直接にではないが）、白のキングによってほのめかされる。「よいか、一分間というやつは恐ろしく素早く過ぎるでな。まだ一匹のバンダースナッチを押しとどめる方が楽じゃろうよ！ (You see, a minute goes by so fearfully quick. You might as well try to stop a Bandersnatch!)」。
「燻り狂っていない」バンダースナッチも存在するのか、存在するのならばそれらのバンダースナッチには安全に接する事が出来るのかは記述されておらず、単に詩の主人公は燻り狂ったバンダースナッチのみを避けるように命じられる。さらに、「燻り狂った (frumious)」という単語は、単なる形容詞にとどまらず、バンダースナッチの本質的な性質を記述するためにバンダースナッチに対してのみ用いられる形容詞である。「燻り狂った (frumious)」は、「怒り狂った (furious)」と「燻った (fuming)」を組み合わせたかばん語である。
幸いなことに、キャロルは『スナーク狩り』でバンダースナッチの形状や性質に対する幾つかの疑問に対して回答を示している。バンダースナッチとの遭遇の場面で、バンダースナッチは素早く動き、長く伸ばせる頚部と、獲物を捕らえるための燻り狂った顎 (frumious jaws) を持っていることが記される。作中のバンダースナッチは、この顎で銀行家（バンカー）を捕らえようと試みる。

## 他作品におけるバンダースナッチ

### ノウンスペースシリーズ
ラリー・ニーヴンのSF小説『ノウンスペースシリーズ』では、高重力惑星ジンクスで発見された巨大なナメクジのような生物に、さしあたっての学名（属名および種小名）として Frumious bandersnatch（語意：おどろしきバンダースナッチ）が与えられている。また、このシリーズにおけるバンダースナッチの複数形は "bandersnatchii" である。

### その他の作品
- 七月鏡一原案協力、皆川亮二作のSF漫画『ARMS』に登場する生命体「ARMS」のひとつにバンダースナッチの名が与えられている。
- カプコンの『バイオハザード CODE:Veronica』に登場する生物兵器のひとつにバンダースナッチの名が与えられている。
- ヘッドロック開発のMMORPG『ベルアイル』に同名のモンスターが登場する。
- 映画『アリス・イン・ワンダーランド』では、白い体に黒い斑のブルドッグのような怪物として登場する。
- 冲方丁の小説『マルドゥック・スクランブル』に登場する民間軍事会社にバンダースナッチの名が与えられている。
- ライアーソフトの18禁ゲーム『赫炎のインガノック』では、人語を理解し、肉体を持たない敵として登場する。
- 橘公司のライトノベル『デート・ア・ライブ』では、DEM社製の機械人形にバンダースナッチの名が与えられている。
- アニメ映画『ガールズ&パンツァー 劇場版』では、作中に登場したT28重戦車に対し、同アニメのキャラクター「ダージリン」がまるでバンダースナッチだと直喩している。